# Фоули (остров)
Остров Фоули (на английски: Foley Island) е 50-ият по големина остров в Канадския арктичен архипелаг.
Площта му е 637 км2, която му отрежда 61-во място сред островите на Канада. Административно принадлежи към канадската територия Нунавут. Необитаем.
Островът се намира в североизточната част на Басейна Фокс, на 13 км от западния бряг на остров Бафинова земя, като в протока се намират няколко по-малки острова – Андерсън, Северен Туидсмюр (North Tweedsmuir) и други. На 25 км на юг се намира остров Еър Форс, а на 14 км на югозапад, протока Кокрам го отделя от остров Принц Чарлз. На 21 км на север е п-ов Бърд на остров Бафинова земя.
Дължината на бреговата е линия е 153 км и е слабо разчленена. От север на юг островът е дълъг 48 км, а максималната му ширина от запад на изток – 20 км. Релефът е предимно низинен със средна надморска височина от около 20 м, като само в североизточната част на острова се издига ниско възвишение с максимална височина от 65 м. Целият остров е изпъстрен със стотици малки езера и блата.
Остров Фоули е един от последните открити острови в Канадския арктичен архипелаг. Заедно със съседните два острова Принц Чарлз и Еър Форс е открит през 1948 г. от канадския военен пилот Албърт-Ърнест Томкинсън. През лятото на следващата година островът е детайлно изследван и картиран от експедиция възглавявана от Томас Манинг.
|  | Тази страница частично или изцяло представлява превод на страницата „Фоли (остров)“ в Уикипедия на руски. Оригиналният текст, както и този превод, са защитени от Лиценза „Криейтив Комънс – Признание – Споделяне на споделеното“, а за съдържание, създадено преди юни 2009 година – от Лиценза за свободна документация на ГНУ. Прегледайте историята на редакциите на оригиналната страница, както и на преводната страница, за да видите списъка на съавторите. ВАЖНО: Този шаблон се отнася единствено до авторските права върху съдържанието на статията. Добавянето му не отменя изискването да се посочват конкретни източници на твърденията, които да бъдат благонадеждни. |